# Kennedy Bay (Nouvelle-Zélande)
Pour les articles homonymes, voir Kennedy.
Kennedy Bay est un village situé dans la péninsule de Coromandel dans l'île du Nord en Nouvelle-Zélande. 
Sa population était de 219 habitants en 2019.

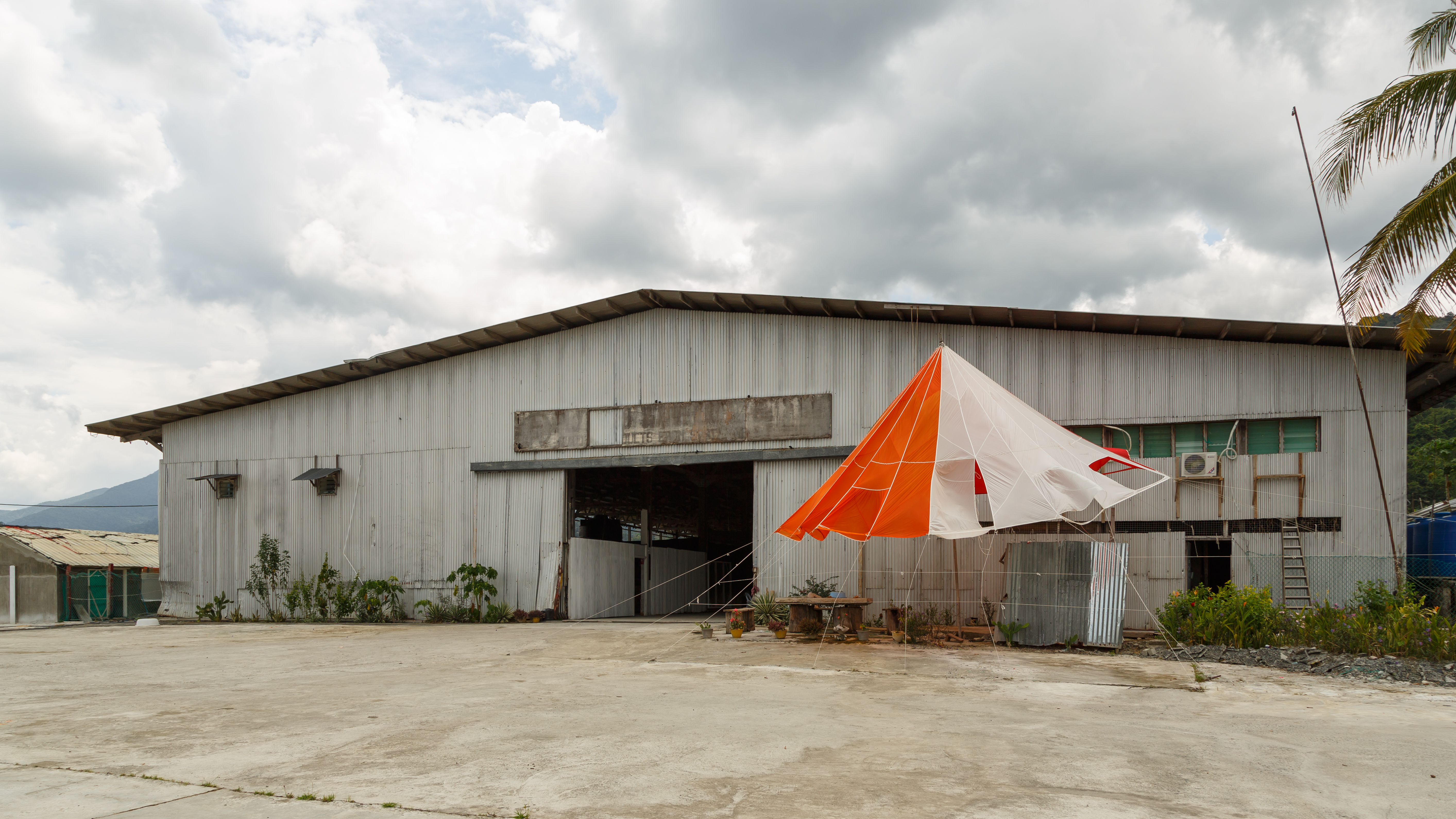
Baâtiment à Kennedy Bay.
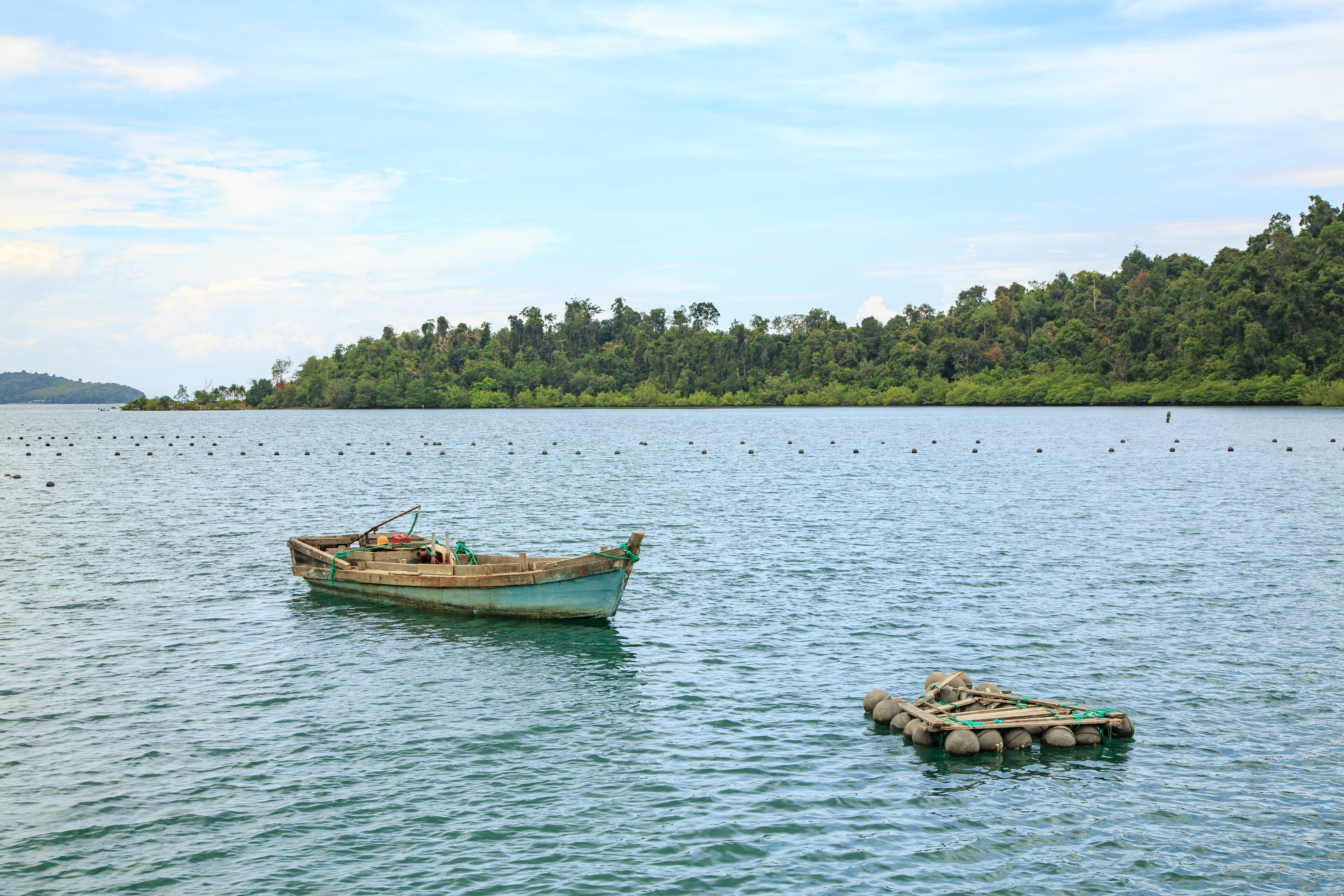
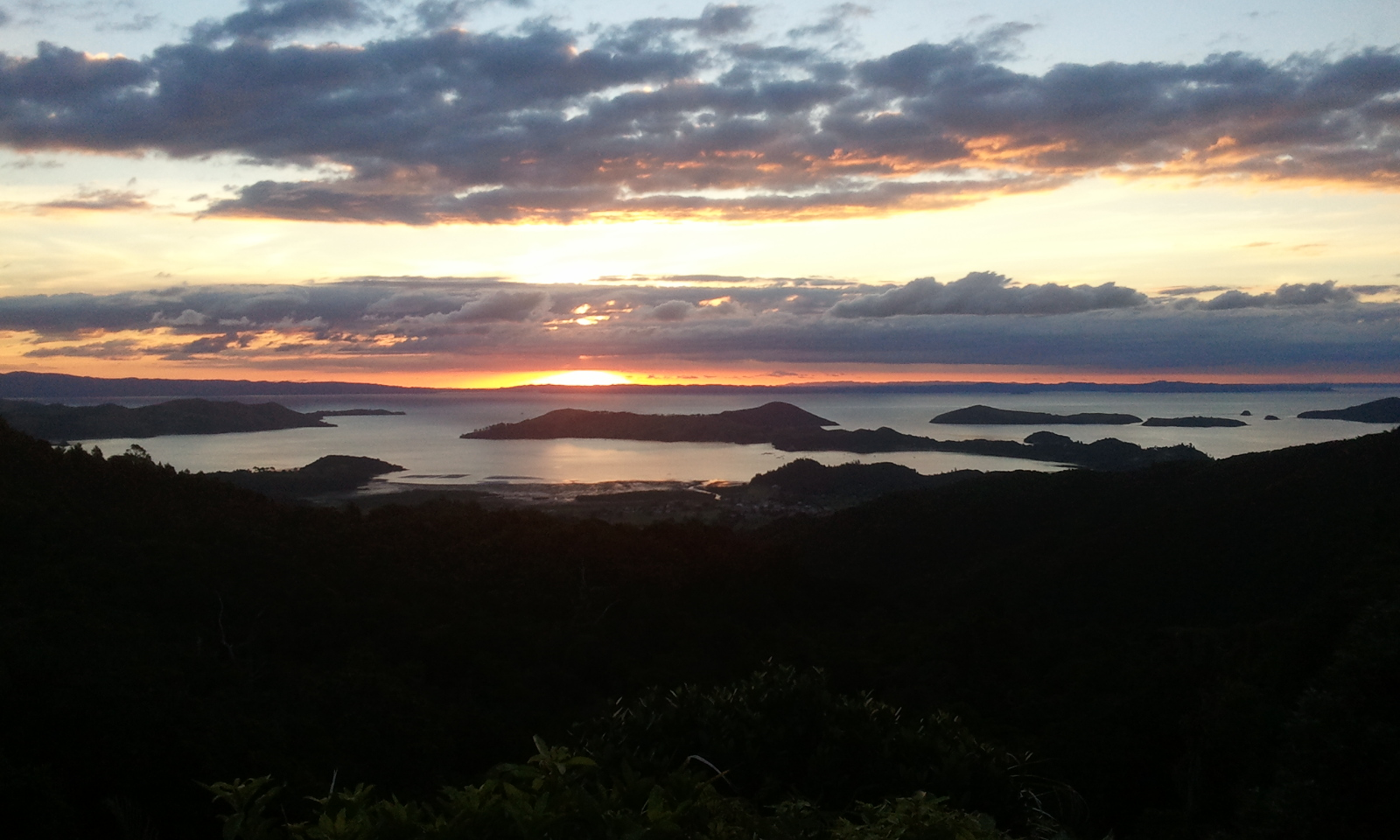
Coucher de soleil à Kennedy Bay